# Indigofera thymoides
Indigofera thymoides är en ärtväxtart som beskrevs av John Gilbert Baker. Indigofera thymoides ingår i släktet indigosläktet, och familjen ärtväxter. Inga underarter finns listade i Catalogue of Life.